# روآکیتوری
روآکیتوری (به لاتین: Ruakituri) یک منطقهٔ مسکونی در نیوزیلند است که در Wairoa District واقع شده‌است. روآکیتوری ۷۰۸ نفر جمعیت دارد.